# Congrégation de Saint-Vanne et Saint-Hydulphe
La congrégation bénédictine de Saint-Vanne et Saint-Hydulphe, dont les membres sont parfois appelés Vannistes, est une congrégation bénédictine fondée en 1604. 

## Histoire
La congrégation bénédictine de Saint-Vanne et Saint-Hydulphe est fondée en 1604 à l’initiative de dom Didier de La Cour, prieur de l'abbaye Saint-Vanne de Verdun et réformateur de l’ordre de Saint-Benoît après le concile de Trente. 
Cette congrégation, supprimée à la Révolution française, a compté parmi ses membres d’éminents érudits tels dom Calmet, dom Jean François, dom Nicolas Tabouillot, dom Jean-Joseph Cajot, dom Humbert Belhomme, dom Ambroise Pelletier et dom Claude Bonnaire, prieur de l'abbaye de Saint Avold, Vénérable de la loge la Concorde Fraternelle, Orient de Saint Avold, ou encore Dom Pérignon.

## Influence et expansion
(par ordre d'affiliation)

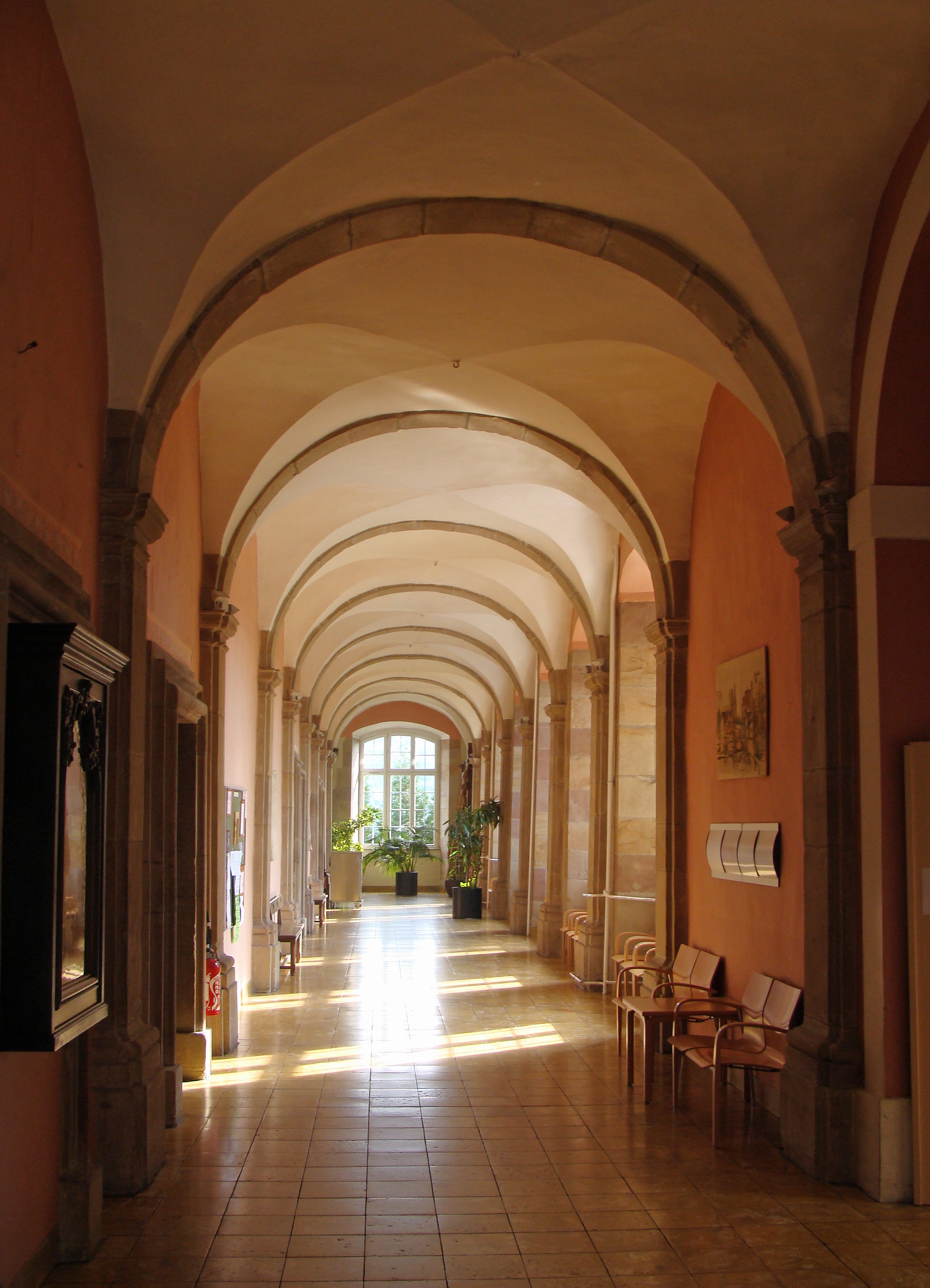
Vue du cloître de l'abbaye Saint-Martin-des-Glandières.

- Abbaye Saint-Vanne de Verdun, abbaye cofondatrice de la congrégation en 1601.
- Abbaye Saint-Hydulph de Moyenmoutier, abbaye cofondatrice de la congrégation en 1601.
- Abbaye Saint-Pierre de Montier-la-Celle à Saint-André-les-Vergers (Aube)[1]
- Abbaye Saint-Martin-des-Glandières de Longeville-lès-Saint-Avold, affiliation le 29 septembre 1606 sous l'abbé François Thierry.
- Abbatiale Saint-Nabor de Saint-Avold, affiliation en 1607 sous l'abbatiat de Jean des Porcelets de Maillane, abbé commendataire.
- Abbaye Sainte-Croix de Bouzonville, affiliée en 1612.
- Abbaye de Faverney, affiliation en 1613.
- Abbaye Saint-Pierre de Senones, affiliation en 1618.
- Abbaye de Saint-Arnould de Metz, affiliée en 1619.
- Abbaye Saint-Pierre-aux-Monts de Châlons-en-Champagne, affiliation en 1627.
- Prieuré de Sainte-Barbe, près de Metz, affiliation en 1633.
- Abbaye Saint-Pierre et Saint-Paul de Luxeuil, affiliation en 1634.
- Abbaye de Saint-Urbain (Haute-Marne), affiliation en 1654
- Abbaye Saint-Pierre de Montiéramey, réformée et affiliée de 1655 à 1790
- Abbaye Saint-Pierre-et-Saint-Paul de Pothières, affiliée en 1655
- Abbaye de Munster, affiliée en 1659.
- Abbaye de Montierender (Haute-Marne), affiliée en 1659.
- Abbaye Saint-Martin d'Huiron, affiliée en 1665.
- Abbaye Saint-Sauveur de Vertus, affiliée en 1676.
- Prieuré Notre Dame de Breuil, à Commercy. s.d.
- Abbaye Saint-Léopold de Nancy, s.d.
- Abbaye Saint Mansuy de Toul, s.d.
- Abbaye Saint-Maur de Bleurville, s.d.
- Abbaye Notre Dame, (Mouzon, Ardennes), s.d.
- Abbaye de Novy, (Ardennes), s.d.
- Abbaye Saint-Pierre d'Hautvillers, (Marne), s.d.